# João Victor d'Alves
João Victor D'Alves (Belo Horizonte, 18 de outubro de 1981) é um ator e apresentador brasileiro. Iniciou sua carreira na televisão aos seis anos, em comerciais publicitários.
Em 1990, foi escalado como Ivo no programa Rá-Tim-Bum. Interpretou o personagem até o término do programa em 1994.

## Biografia
Em 1990 interpretou o personagem Ivo do programa Rá-Tim-Bum na TV Cultura. Nos anos 90, fez centenas de propagandas e programas de TV, como Feliz Ano Velho, ao lado de Cláudio Marzo na extinta TV Manchete.
Em 2016, formou-se ator pela Escola de Teatro Ewerton de Castro. No mesmo ano, atuou no espetáculo O Despertar da Primavera de Frank Wedekind.
Entre 2001 e 2006, integrou a Companhia do Pátio, destacando-se nas comédias Revistando 2003, Revistando 2006 e Nunca se Sábado, dirigidas por Isser Korik. 
Em 2005, integrou o elenco do espetáculo O Estrangeiro de Larry Shue, dirigido por Alexandre Reinecke.
Em 2007, atuou nos espetáculos Tcheckhov e a Humanidade, de Antônio Abujamra e Hugo Rodas, e em Álbum de Família de Nelson Rodrigues dirigido por Alexandre Reinecke. 
Em 2010, esteve em cartaz com o espetáculo Cinema da Sutil Companhia de Teatro do diretor Felipe Hirsch.
No ano de 2012, trabalhou com a Companhia Provisório & Definitivo no espetáculo Gangue, de Pedro Guilherme, com direção de Mauro Baptista Vedia.
No cinema, foi destaque no curta metragem Obra Prima de Andréia Midori Simão e Thiago Faelli, recebendo o prêmio de melhor ator no Festival de cinema de Brasília e no Festival de Cinema e Vídeo de Cuiabá, em 2010.
João Victor D'Alves também é produtor executivo teatral. Produziu os espetáculos premiados Escuro (2009) e O Jardim (2011 e 2012), da Cia Hiato. 
Em 2011, também produziu a mostra de repertório da Cia Hiato no Centro Cultural São Paulo. Em 2010 fez a temporada Paulista de Murro em Ponta de Faca de Augusto Boal com direção de Paulo José.
Na internet, apresentou os programas TV Guia, do site Guia da Semana, e o programa DigiTas ao lado de Marcelo Tas. Ele foi o apresentador para o programa Pé na Rua na TV Cultura de 2007 até 2012 e o programa Quem Sabe, Sabe na TV Cultura em 2013.
Em 2017, teve que se envolver em uma controvérsia do ator Felipe Titto quando este afirmou em uma entrevista para a revista Caras que havia sido ele o menino na vinheta do quadro Senta Que Lá Vem História do Rá-Tim-Bum, sendo que na verdade o menino foi João Victor d'Alves; na entrevista Titto havia dito: "Foi um stop motion que eu fiz quando era pequeno. Eram só fotos para abertura do quadro. (...) Recebi o cachê pelo trabalho. Minha mãe sempre me disse que era eu na vinheta. Cresci achando isso". Além do próprio João Victor ter corrigido a informação, a TV Cultura também se posicionou sobre o assunto corrigindo o Catraca Livre no Twitter.